# Seo-yang goldong yanggwajajeom antique
Antique (서양 골동 양과자점 앤티크?, Seo-yang goldong yanggwajajeom antiqueLR) è un film sudcoreano del 2008 basato sul manga di Fumi Yoshinaga Antique Bakery.

## Trama
Costantemente ossessionato dal suo passato, è difatti stato vittima di un rapimento quand'era ancora un bambino, Jin-hyeok decide di aprire una pasticceria, anche se lui non sembra proprio sopportarne neppure la vista. È convinto che in tal modo una frotta di clienti di sesso femminile invaderanno letteralmente il suo piccolo negozio, grazie alla bontà delle torte finemente decorate esposte in vetrina. La chiama "Antique" o antico forno.
Ma, un po' inconsciamente e un po' no, aspetta anche che una "certa persona" finisca per recarsi in visita un bel giorno al suo negozio. Assume come capo pasticciere Seon-woo, un ragazzo gay che in passato, quand'erano ancora studenti allo stesso liceo, s'era preso una grande cotta per lui.
Si aggiungerà poi anche il giovane Ki-beom, un ex pugile che ha dovuto abbandonare i sogni di carriera per problemi di salute, il quale decide di imparare tutte le tecniche e i segreti per crear un ottimo dolce; si mette pertanto alle dipendenze di Seon-woo come suo assistente apprendista.
Infine, come cameriere di sala, giunge Soo-yeong, amico d'infanzia e "guardia del corpo" di Jin-hyeok. Tutti e quattro assieme affronteranno i fatti riguardanti il passato (che non vuol passare) di ognuno di loro, cercando di risolverle al meglio: ad un certo punto arriverà anche l'ex fidanzato e maestro di Seon-woo, direttamente dalla Francia, tanto per movimentare ancor più la vicenda.

## Interpreti e personaggi
- Joo Ji-hoon è Kim Jin Hyeok (Tachibana): un giovane uomo di una famiglia benestante che decide di aprire una propria attività, è perseguitato dai fantasmi del passato.
- Kim Jae-wook è Min Seon Woo (Ono): ha imparato l'arte della pasticceria direttamente da uno chef francese. È gay ed è stato innamorato di Jin-hyeok; soprannominato "l'uomo dal fascino demoniaco" in quanto nessuno riesce a resistergli.
- Yoo Ah-in è Yang Ki Beom (Eiji): allievo pasticciere di Seon-woo. Scopre la passione per i dolci dopo aver dovuto lasciare lo sport professionista.
- Choi Ji-ho è Nam Soo Yeong (Chikage): amico d'infanzia e guardia del corpo ufficiale di Jin-hyeok.
- Andy Gillet è Jean-Baptise Evan: l'ex maestro e amante di Seon-woo
- Ko Chang-seok è Gay club master